# Gare de Valence-Ville
Pour les articles homonymes, voir Gare de Valence.
Ne doit pas être confondu avec Gare de Valence TGV.
La gare de Valence-Ville est une gare ferroviaire française des lignes de Paris-Lyon à Marseille-Saint-Charles et de Valence à Moirans, située à proximité du centre de la ville de Valence, préfecture du département de la Drôme, en région Auvergne-Rhône-Alpes.
Elle est mise en service en 1854 par la Compagnie du chemin de fer de Lyon à la Méditerranée (LM), avant de devenir en 1857 une gare de la Compagnie des chemins de fer de Paris à Lyon et à la Méditerranée (PLM) qui fait construire en 1865 un nouveau bâtiment voyageurs dû à l'architecte Louis-Jules Bouchot.
C'est une gare de la Société nationale des chemins de fer français (SNCF), desservie par des TGV, des trains TER Auvergne-Rhône-Alpes et par des navettes ferroviaires qui établissent des correspondances avec les trains à grande vitesse qui desservent la gare de Valence TGV sur la ligne de Combs-la-Ville à Saint-Louis (LGV).

## Situation ferroviaire
Établie à 123 mètres d'altitude, la gare de bifurcation de Valence-Ville est située au point kilométrique (PK) 616,939 de la ligne de Paris-Lyon à Marseille-Saint-Charles entre les gares ouvertes de Tain-l'Hermitage - Tournon et de Livron.
Elle est également l'origine, au PK 0,000, de la ligne de Valence à Moirans, suivie par la gare ouverte de Valence TGV.

## Histoire

### Arrivée du chemin de fer à Valence
Lors d'un voyage en 1837, Stendhal, fatigué par un long trajet en calèche, indique à son arrivée à Valence que c'est d'ici « qu'il faudrait commencer les chemins de fer ». Mais il faut attendre le début des années 1840 pour que Valence, du fait de sa position géographique, soit retenue, par les ingénieurs chargés des études du tracé, pour être située sur l'axe ferroviaire de Paris à Marseille via Lyon. Les autorités locales ne sont pas opposées à ce projet qui peut favoriser le développement de la ville mais s'inquiètent des problèmes posés par le passage de la ligne et le choix de l'emplacement de la gare. Le conseil municipal, lors de sa séance du 13 février 1845, accepte le projet d'une implantation dans la basse ville. Mais cette proposition de l'ingénieur De Lannoy devient rapidement caduque du fait que Valence est choisie pour être le point de départ d'un embranchement vers Grenoble, ce qui nécessite une gare avec une situation plus centrale et donc que la ville soit traversée par la ligne. Bien que ce nouveau projet engendre la création d'une tranchée, large de six à sept mètres, il est accepté par le conseil municipal. Les travaux débutent en ville en 1852.
La gare de Valence, terminus provisoire avec un embarcadère en bois, est mise en service le 29 juin 1854 par la Compagnie du chemin de fer de Lyon à la Méditerranée (LM), lorsqu'elle ouvre à l'exploitation la section d'Avignon à Valence.
Le correspondant du Journal des débats politiques et littéraires relate cet évènement : « Pendant les derniers jours qui ont précédé l'ouverture de l'exploitation du chemin de fer de Valence à Avignon, la gare de Valence a présenté un coup d'œil d'une animation extraordinaire, par suite des préparatifs qui ont été faits pour organiser le service. Hier soir particulièrement, les abords de l'embarcadère étaient encombrés de wagons de toutes classes et de locomotives qui semblaient attendre le moment où ils allaient s'élancer sur la voie pour la parcourir d'une manière régulière et définitive, tandis qu'on remarquait sur un des trains récemment arrivés d'élégants omnibus destinés à transporter les voyageurs des divers quartiers de la ville et des environs. Un grand nombre d'employés, revêtus de leur uniforme, sont encore arrivés par un convoi qui a fait son entrée à la gare vers six heures du soir. Ce matin enfin, à six heures, le service a commencé par le départ du premier convoi régulier de Valence à Avignon. Trois diligences et une centaine de voyageurs composaient ce départ, qui s'est effectué dans le plus grand ordre et en présence d'un nombre considérable de curieux, accourus pour jouir de la nouveauté de ce spectacle. À midi, est arrivé le premier convoi express, parti de Marseille : il était (sic) également très nombreux et presque tous les wagons étaient pleins. Toute notre population paraissait heureuse de voir, après une longue attente, la mise en exploitation d'une entreprise dont elle attend de si précieux résultats. Les réjouissances publiques, dans cette occasion ont été remplacées par d'abondantes aumônes. La Compagnie a fait remettre au maire de Valence une somme de 5 000 fr pour être redistribuée aux pauvres. ».
Cette ouverture qui ne concerne que la grande vitesse permet la mise en service de trains omnibus qui rejoignent Avignon en quatre heures et Marseille en 8 h 45 min. Les voyageurs qui font le voyage entre Paris et Marseille doivent prendre le bateau entre Lyon et Valence ; néanmoins, leur temps de parcours est réduit de douze heures. Le succès est rapide mais une épidémie de Choléra, qui touche le sud de la France et de l'Europe, vient briser dès le mois de juillet l'engouement pour ces voyages. Localement, la foire de Beaucaire est suspendue. Le 1er novembre 1854, la ligne est ouverte au service de la petite vitesse.
La gare devient une gare de passage le 16 avril 1855, lorsque la Compagnie ouvre la section suivante de Lyon (La Guillotière) à Valence.
Un journaliste et un dessinateur du journal L'Illustration racontent cette ouverture : « On traverse un beau viaduc de quatre arches, l'Isère teinte d'ardoises qu'elle a rencontrées sur sa route. Arrivée à Valence, on voit, avant de s'engager dans le tunnel qui passe sous la promenade, la silhouette des clochers et des tours se détacher sur les cimes bleues de la Provence. La ville était en fête ; la population accourait à la rencontre de cette force motrice qui malgré une distance de 58 myriamètres, met Valence à une journée de Paris, et lui ouvre une ère nouvelle de prospérité. Nous sortons par l'embarcadère, édifice bas, écrasé, indigne d'une grande compagnie comme celle du chemin de fer de la Méditerranée. ».

### Gare de la compagnie du PLM
En avril 1857, la gare est intégrée dans le réseau de la Compagnie des chemins de fer de Paris à Lyon et à la Méditerranée (PLM), nouvelle compagnie née de la fusion entre la Compagnie du chemin de fer de Paris à Lyon et de la Compagnie du chemin de fer de Lyon à la Méditerranée.
Valence devient une gare de bifurcation le 9 mai 1864, lors de l'ouverture de l'embranchement de Valence à Moirans par la Compagnie du PLM.
En 1865, un nouveau bâtiment voyageurs, dû à l'architecte Louis-Jules Bouchot, est mis en service.

La gare dans les années 1900
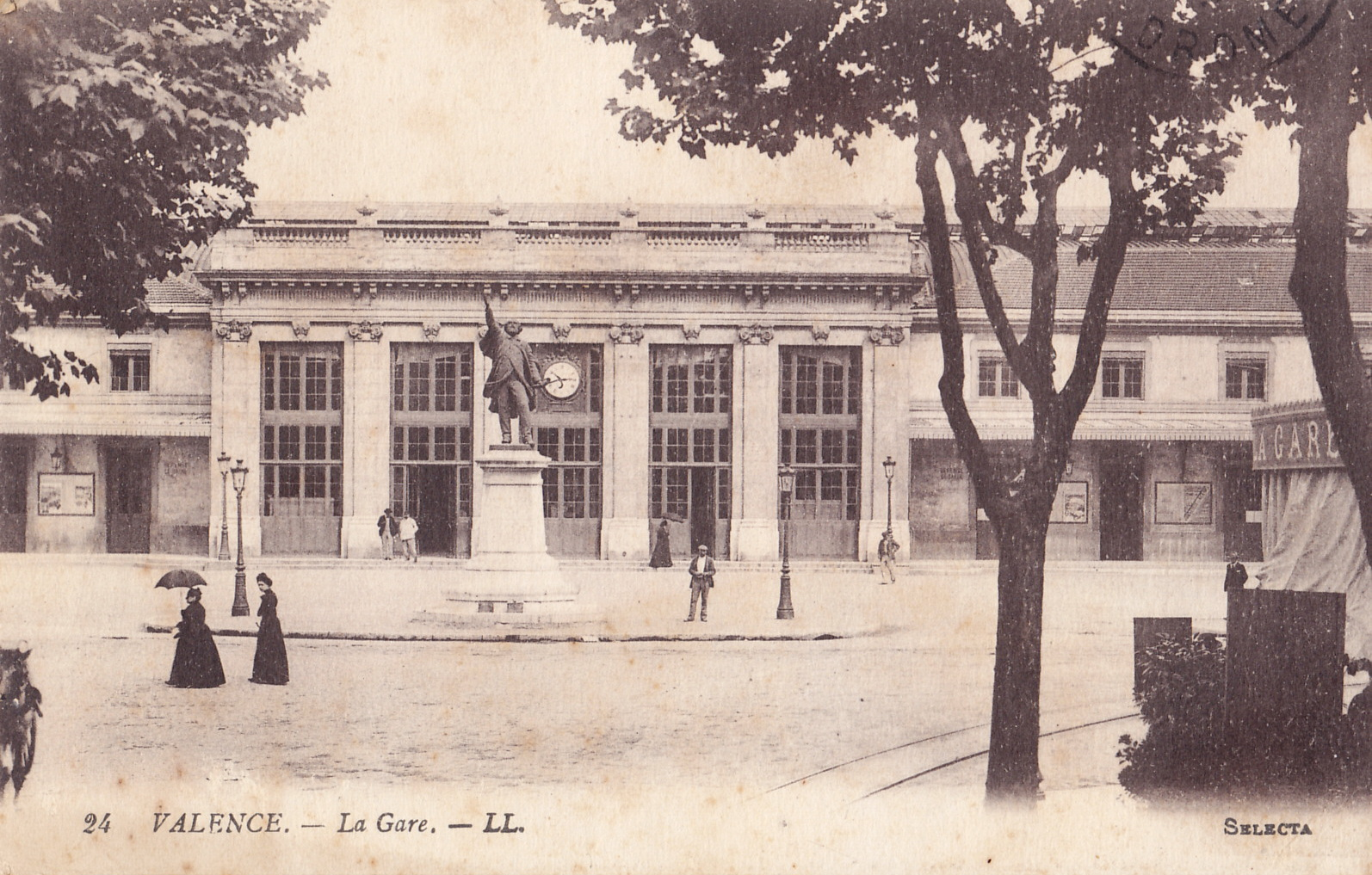
Bâtiment.
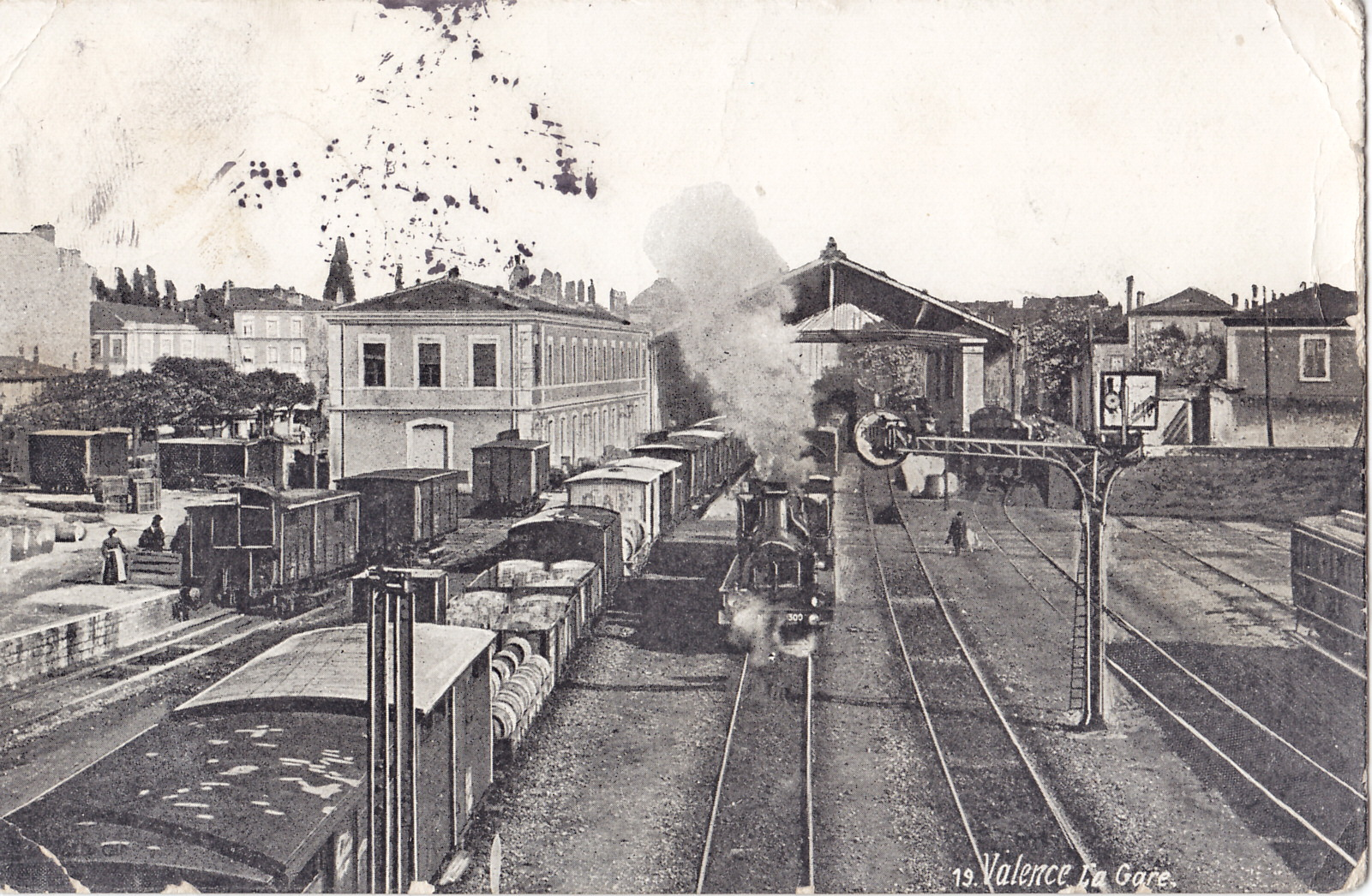
Intérieur.

### Gare de la SNCF
La mise en service de la ligne de Combs-la-Ville à Saint-Louis (LGV) — relation à grande vitesse de Paris-Gare-de-Lyon à Marseille-Saint-Charles — a profondément changé l'activité de la gare. Celle-ci voyait en effet passer la totalité des relations de Paris vers la Côte d'Azur et le Languedoc, les relations en provenance du nord-est de la France et à destination du sud, ainsi que le courant des Alpes vers le sud et même le sud-ouest (Hendaye par exemple). L'essentiel des relations à longue distance se sont reportées sur la gare de Valence TGV, située à 11 km au nord-est.
La gare de Valence-Ville était l'origine de la relation par train express régional desservant Livron, Crest, Die, Veynes - Dévoluy, Gap, Embrun et Briançon. Cette relation a maintenant pour origine Romans-Bourg-de-Péage, afin de desservir la gare de Valence TGV.
En janvier 2022, des travaux de rénovation de la « grande halle voyageurs » (recouvrant les quais) doivent être entamés, pour s'achever en septembre de la même année. Ce chantier (coûtant 10 millions d'euros) a nécessité la mise en place d'échafaudages, dont l'installation s'est déroulée de l'été jusqu'en décembre 2021.

## Fréquentation
De 2015 à 2023, selon les estimations de la SNCF, la fréquentation annuelle de la gare s'élève aux nombres indiqués dans le tableau ci-dessous.
| Année                      | 2015      | 2016      | 2017      | 2018      | 2019      | 2020      | 2021      | 2022      | 2023      |
| -------------------------- | --------- | --------- | --------- | --------- | --------- | --------- | --------- | --------- | --------- |
| Voyageurs                  | 2 120 883 | 2 051 764 | 2 094 614 | 1 809 507 | 2 143 873 | 1 359 903 | 1 783 419 | 2 373 588 | 2 564 772 |
| Voyageurs et non voyageurs | 3 262 897 | 3 156 560 | 3 222 484 | 2 783 857 | 3 298 266 | 2 092 159 | 2 743 721 | 3 651 674 | 3 945 804 |

## Service des voyageurs

### Accueil
La gare de Valence-Ville est ouverte au public tous les jours de la semaine, de 5 h à 23 h (à 23 h 40 le vendredi). En plus de la salle d'attente, un service de bagages, ainsi qu'un service d'objets trouvés sont à disposition des voyageurs.

### Desserte
Valence-Ville est desservie par les TGV inOui en provenance de Paris-Gare-de-Lyon et à destination des gares de la moyenne vallée du Rhône.
Elle est également desservie par les trains régionaux du réseau TER Auvergne-Rhône-Alpes, circulant entre Lyon et Avignon ou Marseille ; la gare est en outre le point de départ des trains en direction de Grenoble, Chambéry - Challes-les-Eaux, Annecy, Évian-les-Bains et Genève-Cornavin. Des navettes ferroviaires directes existent entre les gares de Valence-Ville et de Valence TGV, réalisées par les TER réguliers du même réseau.
Par ailleurs, c'est dans cette gare qu'est assuré le relais traction (passage du mode électrique au mode thermique ou inversement) de la liaison entre Paris-Austerlitz et Briançon. Il ne s'agit cependant pas d'une desserte commerciale.

### Intermodalité
Une correspondance est possible avec les autobus du réseau urbain, les autocars régionaux et les cars TER.

L'intérieur de la gare
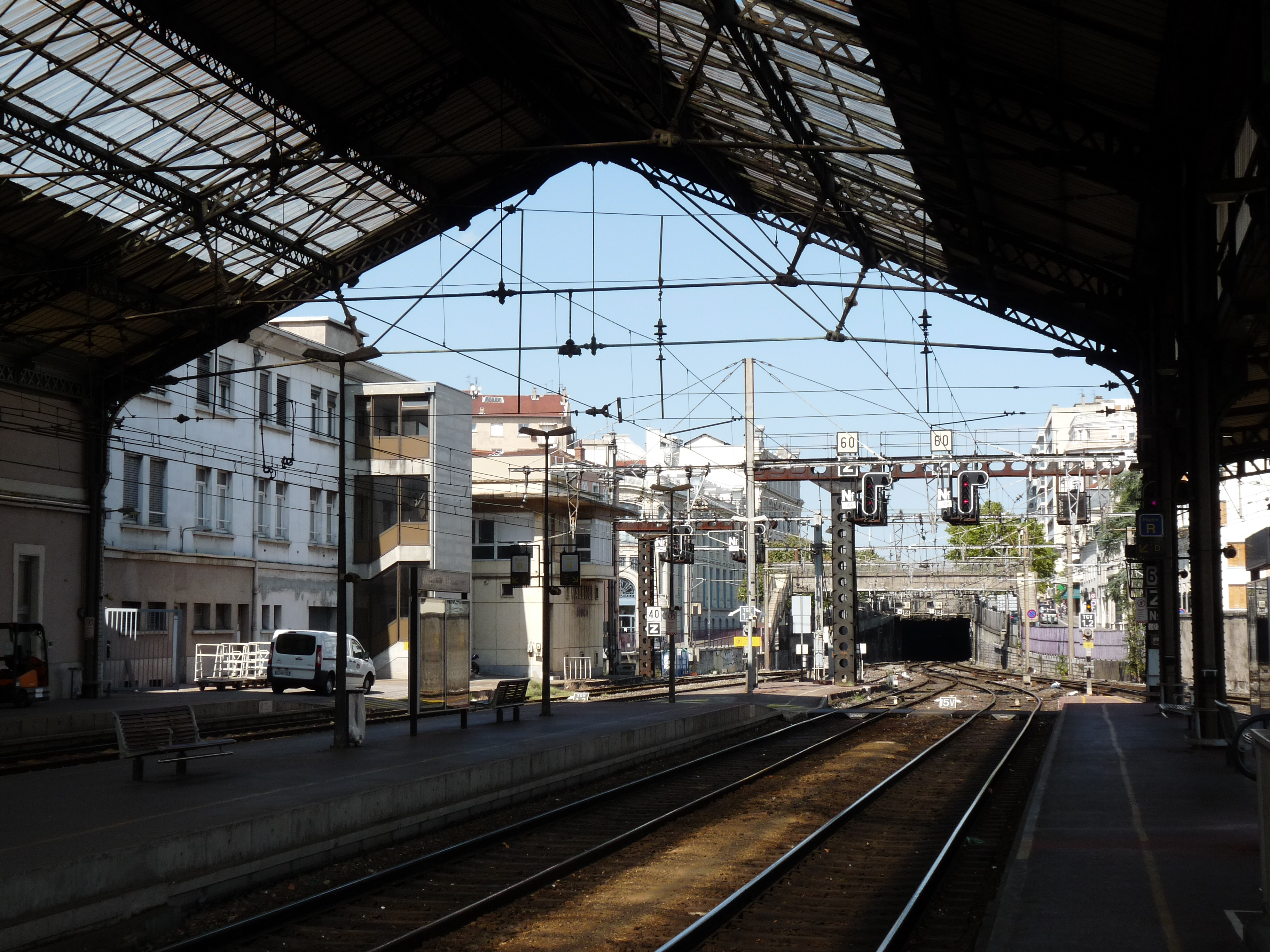
La halle.
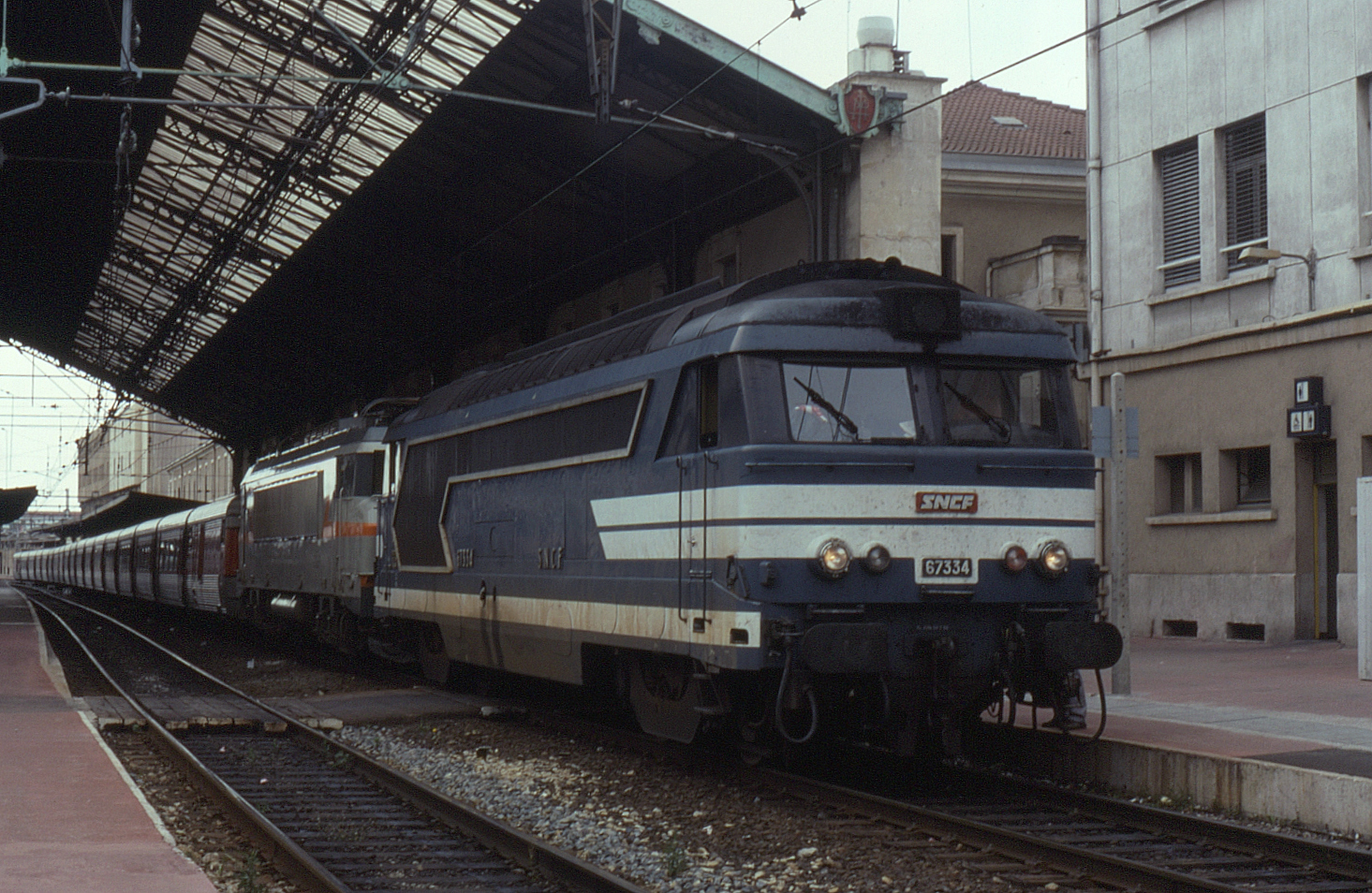
Desserte en 1993.
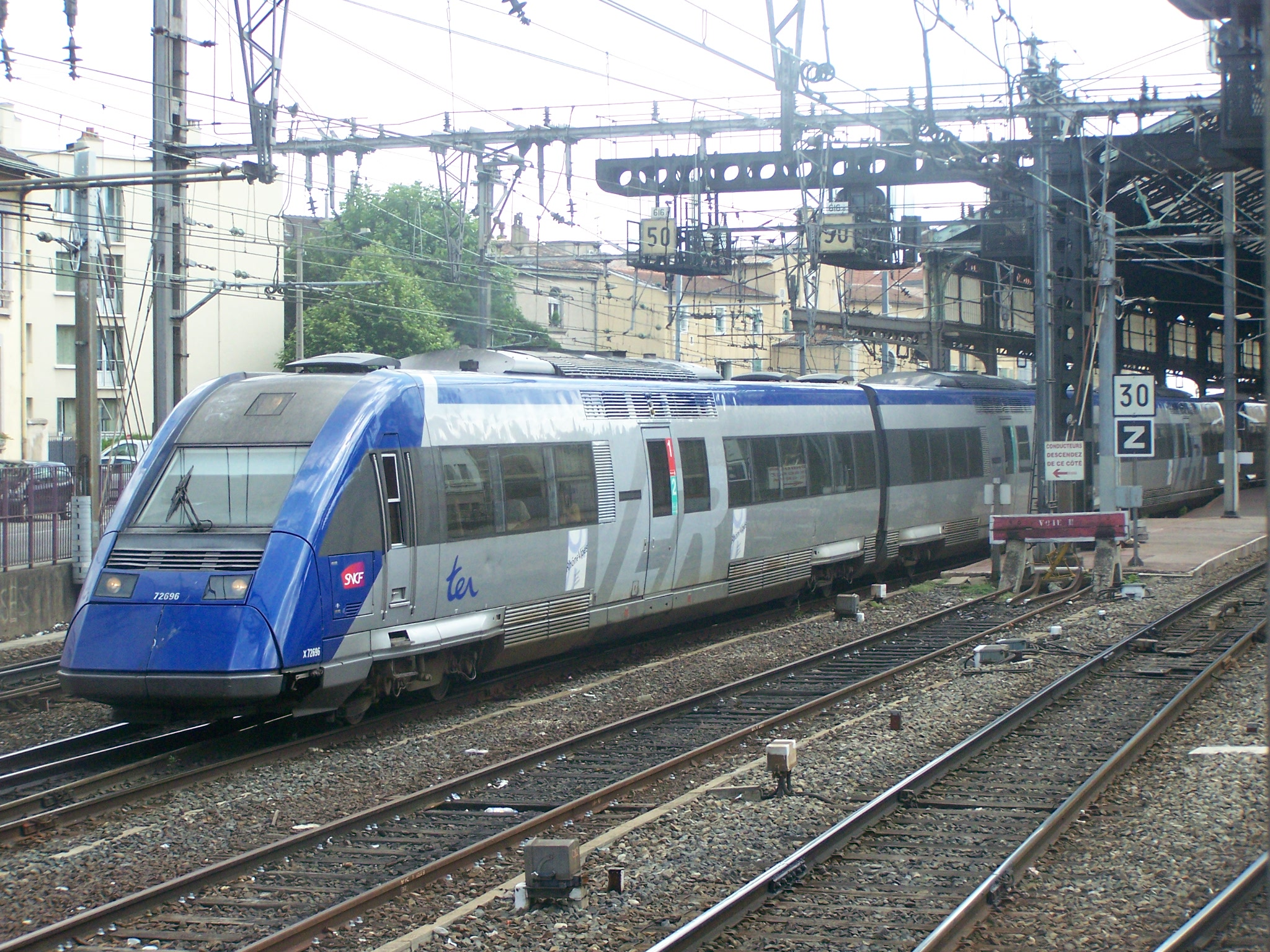
Départ TER en 2007.
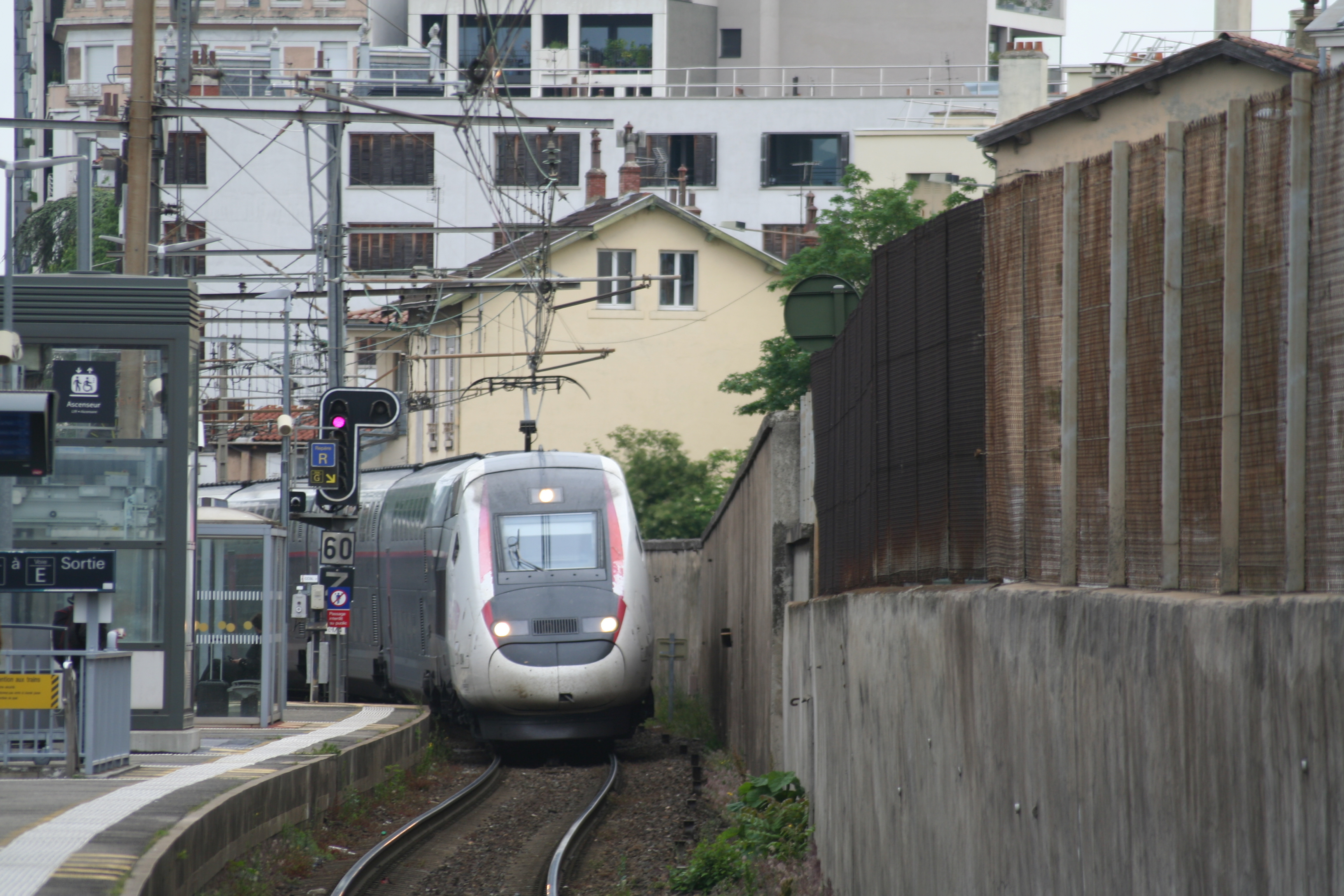
Arrivée d'un TGV Duplex en 2023.

## Patrimoine ferroviaire
La façade principale sur rue du pavillon central, du bâtiment voyageurs, fait l’objet d’une inscription au titre des monuments historiques depuis le 11 octobre 1982. Ce bâtiment voyageurs a été mis en service en avril 1866. Il a été conçu par Louis-Jules Bouchot, architecte de Napoléon III. La façade du corps principal, en pierre de taille, s'inspire du Petit Trianon de Versailles ; elle comporte cinq grandes baies vitrées encadrées de pilastres à chapiteaux doriques, le tout surmonté d'une balustrade à colonnades. Deux ailes en léger retrait complètent l'édifice. Une marquise métallique courait autrefois sur toute la longueur du bâtiment. La dernière rénovation, qui date de l'année 2000, lui a fait retrouver son aspect d'origine. Côté voies, une halle métallique abrite trois des quatre quais.